# Omer Reingold
Omer Reingold (hébreu : עומר ריינגולד), spécialiste en théorie de la complexité des algorithmes,  est chercheur principal (Principal Researcher Engineer) au Samsung Research America depuis février 2015, après avoir été chercheur principal (Principal Researcher) au centre de recherche Microsoft à Silicon Valley. 

## Formation et activité
Omer Reingold est né le 20 avril 1969 à Tel Aviv-Jaffa. Après des études d'informatique à l'université de Tel Aviv de 1991 à 1994, il prépare un doctorat (Ph. D.)  en informatique qu'il obtient en 1999 sous la direction de Moni Naor à l'Institut Weizmann à Rehovot en Israël, pour une thèse intitulée Pseudo-random synthesizers, functions and permutations. De 1999 à 2004, il est membre sénior du département de recherche sur la sécurité des systèmes des laboratoires AT&T à Florham Park, New York, tout en étant membre visiteur de l'école de mathématiques de l'Institute for Advanced Study à Princeton. Il est professeur à l'Institut Weizmann de 2004 à 2015, tout en travaillant chez Microsoft depuis  2009 jusqu'en 2014, la fermeture de Microsoft Research Silicon-Valley. Il travaille désormais chez Samsung Research America.

## Travaux
Sa recherche porte sur divers sujets inter-corrélés des fondements de l'informatique, principalement en théorie de la complexité des algorithmes et les fondements de la cryptographie. Les thèmes abordés concernent les algorithmes probabilistes, la dérandomisation, et les constructions combinatoires explicites. Sa recherche touche aussi des sujets plus vastes, comme l'intimité différentielle (differential privacy) et le partage équitable,  la théorie des jeux, le hachage et les structures de données, l'allocation de ressources et l’analyse de données.
Omer Reingold est reconnu pour sa découverte d'un algorithme en espace logarithmique (ie de la classe de complexité L) pour le problème de la st-connectivité dans le graphes simples non orientés.

## Prix et distinctions
- En 2005, il reçoit le prix Grace Murray Hopper pour ses travaux sur la st-connectivité[2].
- Avec Avi Wigderson et Salil Vadhan, il est lauréat du prix Gödel 2009, pour leur article sur le produit zig-zag de graphes[3].
- En 2014 il devient fellow de l'Association for Computing Machinery pour « ses contributions à l'étude en pseudo-aléatoire, dérandomisation, et cryptographie »[4].